# Bufanda

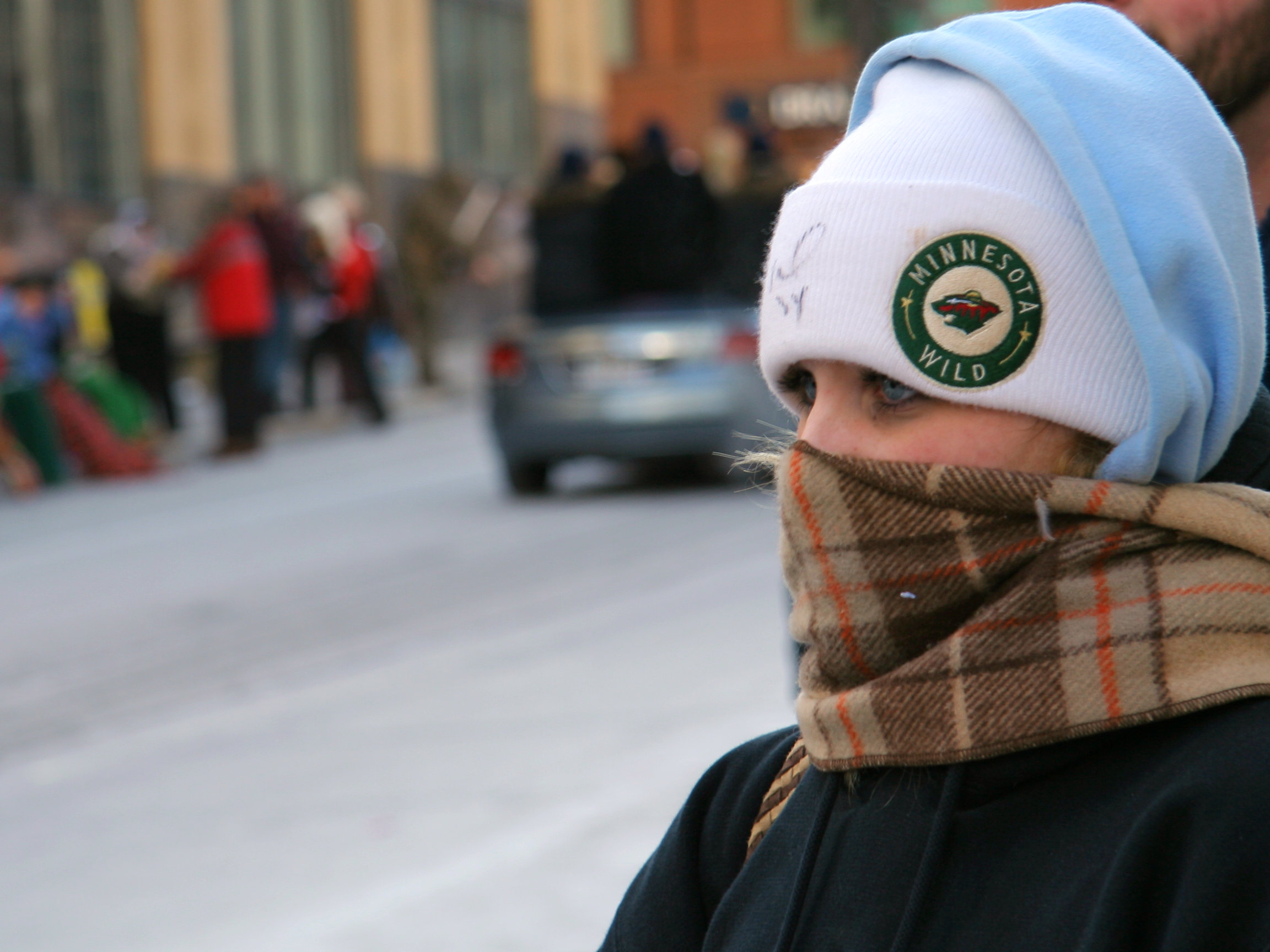
Noia amb tapaboca que li cobreix la cara.

Una bufanda és una peça de roba que es porta al voltant del coll, les espatlles o el cap. Habitualment s'utilitza per abrigar-se, però també es pot usar per protegir-se del sol, mantenir el coll net, anar a la moda, per motius religiosos o per mostrar suport a un equip esportiu. Les bufandes es poden fer amb materials com llana, lli, seda i cotó. És un tipus comú de roba que es porta al coll. També se la pot anomenar tapacolls o tapaboques.

## Història

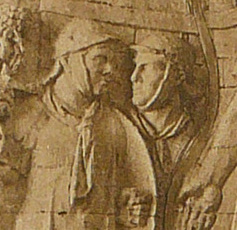
Focalia en un panell de la Columna de Trajà

### Edat antiga
Les bufandes s'han portat des de l'antiguitat. L'any 1350 aC, a l'antic Egipte, es diu que la reina Nefertiti portava un mocador ben teixit, i una estàtua del segle ix aC d'Asurnasirpal II representa l'emperador amb un xal.
L'any 500 aC a Atenes, les dones portaven mocadors per millorar el seu encant seductor; en el mateix període, les dones índies portaven una mena de bufandes com a barret.
Durant el regnat de l'emperador xinès Cheng, del 259 al 210 aC, les bufandes es van utilitzar com a marcadors militars per identificar el rang dels guerrers xinesos o el seu estatus com a oficials; motiu pel qual apareixen en les representacions dels guerrers de terracota.
A l'Antiga Roma, es feia servir per raons de netedat. Es deia sudarium i s'utilitzava per a protegir la cara i el coll del sol i del vent, i netejar la suor del coll i la cara en èpoques caloroses. Els homes la duien al voltant del coll o lligada al cinyell, i poc després les dones van començar a utilitzar-les. Estaven fetes de tela, no de llana, pashmina o seda.
A la dècada del 1200, les ballarines de la dansa del ventre egípcies portaven un cinturó semblant a una bufanda sota els malucs per ressaltar els moviments del seu cos.

### Edat moderna
Cap al segle XVII a Croàcia, soldats de tots els rangs portaven bufandes; els oficials portaven mocadors de seda mentre que els altres rangs tenien mocadors de cotó. Alguns soldats van servir com a mercenaris amb les forces franceses; motiu pel qual els seus mocadors de vegades eren anomenats "cravats" (del francès cravate, que significa "croat"), i es diu que van ser el precursor de la corbata.
Durant la Revolució Francesa, dones i homes portaven mocadors de colors per mostrar les seves afiliacions polítiques als principis democràtics de Liberté, Egalité, Fraternité; i Cravates. Els francesos van personificar l'estil elegant de la bufanda. En algunes llengües com el francès s'hi fa referència amb un derivat de la paraula croata Karvata.
A la regió de Nova Anglaterra d'Amèrica del Nord, a les famílies en dol se'ls va donava una bufanda com a regal d'agraïment, com a marca de respecte.
Napoleó Bonaparte va trobar bufandes egípcies atractives i les va comprar com a regal per a la seva dona. Després d'aquest regal, es creu que l'emperadriu Josefina de Bonaparte va adquirir més de 400 bufandes durant els tres anys següents, amb un cost d'uns 80.000 lliures. Després d'això, la gent de Paisley, Escòcia, va començar a fabricar les seves pròpies bufandes.
La bufanda es va convertir en un autèntic accessori de moda a principis del segle XIX tant per a homes com per a dones.

### Edat contemporània
Durant la Primera i la Segona Guerra Mundial, les dones dels EUA consideraven un deure patriòtic teixir bufandes per als soldats, juntament amb altres necessitats. Durant aquestes dues guerres, els pilots militars portaven bufandes per mantenir l'escalfor a gran alçada i per cobrir-se el coll.
A mitjan segle xx, les bufandes es van convertir en un dels complements de roba més versàtils tant per a homes com per a dones. Al llarg del segle xx, la indústria de la moda va adoptar la bufanda. Thierry Hermès d'Hermès va crear bufandes de seda inspirades en aquells soldats de Napoleó que les portaven a la batalla. Hermes va començar a fer bufandes dissenyades per alguns dels noms més importants de la indústria de la moda i la música a Hollywood; l'actor Grace Kelly va dissenyar una de les bufandes d'Hermes. Hermes va importar seda crua de la Xina que es va convertir en un teixit d'alta qualitat de llarga durada amb impressió a mà; el procés va implicar 43 pantalles per produir efectes de color, i aquest disseny de bufanda imprès va ser exhibit en una imatge en la qual apareixien dues dones amb perruques blanques que estaven jugant.
Els mocadors de seda també van ser dissenyats pels actors Faye Dunaway a Bonnie and Clyde (1967) i Diane Keaton a Annie Hall (1977). Madonna, a la dècada de 1980, va normalitzar la seva permanent amb una bufanda.

## Tipus

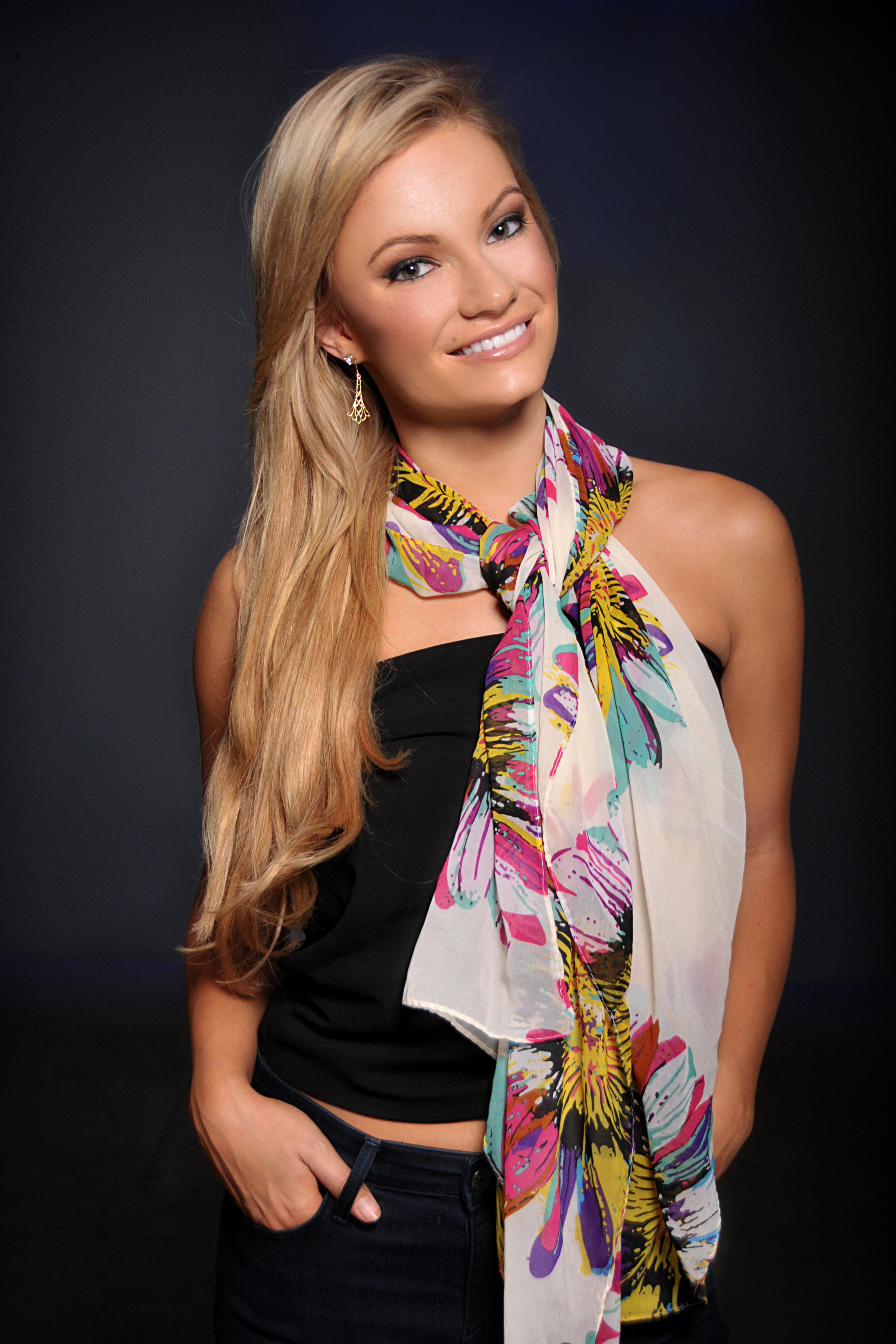
La model Caitlin O'Connor amb una bufanda moderna i acolorida

Hi ha quatre tipus funcionals de bufanda; el mocador al cap, el mocador al coll, el mocador de platja i el mocador d'hivern. Estan pintats a mà, estampats en bloc, tenyits, adornats, brodats, amb perles o encaixats.
Els mocadors d'hivern s'utilitzen en climes freds. Són gruixuts i de punt; i sovint estan fets de llana o alpaca, o altres materials càlids similars. Una bufanda d'hivern es lliga al coll per conservar la calor. La bufanda d'hivern sol anar acompanyada d'una jaqueta o abric gruixut. La bufanda d'hivern es pot embolicar al voltant de la cara i les orelles per a una protecció addicional del fred.
En climes secs, polsosos i càlids o entorns amb contaminants a l'aire, sovint es porta un mocador prim sobre els ulls, el nas i la boca per mantenir el cabell net. Aquest costum s'ha convertit en un article de moda en moltes cultures, especialment entre les dones. Bufandes d'aquest tipus de Croàcia van evolucionar fins a l'actual corbata.
A l'Índia, a Bhuj i Mandvi, al districte de Kutch de Gujarat, es porten habitualment mocadors de llana amb treballs de Bandhani que adopten tècniques de corbata i tintura. A l'Índia i en altres llocs hi ha una tendència a portar una bufanda com a salvaguarda contra la contaminació.
A Indonèsia i Malàisia, el slenddang és una bufanda o faixa nativa, de 51 a 53 cm d'ample i d'uns 220 cm de llarg que porten principalment les dones de Malàisia sobre una espatlla i a través del cos en diagonal. Tots dos estan impresos i són de colors.
Les bufandes que s'utilitzen per cobrir la part inferior de la cara, i en particular el coll, també reben el nom de tapaboques.
Les bufandes es poden lligar de moltes maneres, llaços i nusos. També es poden llibar al cap. Els monarques, incloses la reina Victòria i la reina Isabel I, han fet servir el mocador. A finals de la dècada de 1990, va ser una tendència de moda amb artistes de hip hop i R&B. Durant el període de les pel·lícules mudes, les actrius Anna May Wong i Evelyn Brent portaven mocadors de seda sofisticada i els van popularitzar. En la cultura religiosa islàmica, portar un mocador al cap està lligat a l'Alcorà. A l'Aràbia Saudita, portar un mocador al cap és necessari per afrontar el clima dur i la calor intensa, fins i tot abans que l'Islam fos adoptat. Durant el mateix període, cristians i jueus també es cobrien els cabells amb vels tal com dictaven els seus textos sagrats.
Els mocadors també s'utilitzen com a complements de moda amb els vestits de nit col·locant-los sobre les espatlles o els braços.

### Ús religiós i cultural

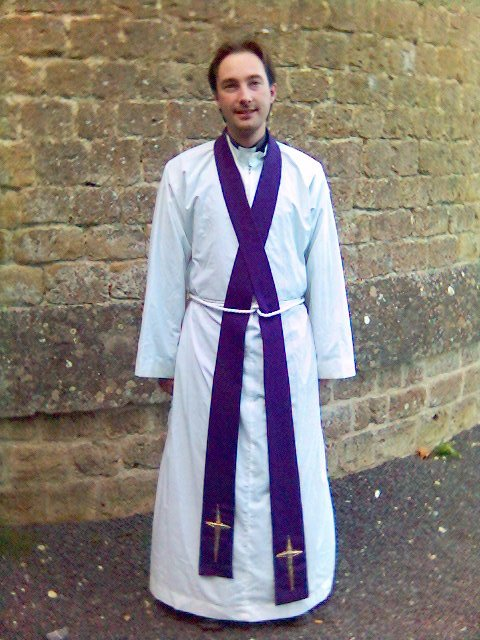
Sacerdot anglicà amb una estola

La bufanda eclesiàstica era originàriament una banda que es portava al coll. A l'Església anglesa, en l'època posterior a la Reforma, el ministre portava la bufanda sobre el sobrepellís, que era una banda ampla de seda negra amb extrems serrells disposats com l'estola al voltant del coll però que cauen gairebé fins als peus. L'ús de la bufanda ha estat gairebé totalment substituït pel de l'estola, amb la qual de vegades s'ha confós.
Diverses denominacions cristianes inclouen una bufanda coneguda com a estola com a part de les seves vestidures litúrgiques. A l'església anglesa, la bufanda de color de seda negra, que fa el doble d'amplada que una estola, es porta al coll dels capellans, doctors en religió i altres clergues. En els funerals es porta una bufanda negra feta de seda sobre l'espatlla dreta. Les bufandes de seda de colors es porten en ocasions públiques, i a les corts i lògies per membres de molts ordres socials, com ara els Odd fellows.
En una processó organitzada per la Lògia Maçònica, els mariscals porten barret, espasa i bufanda. A la processó, el color de la bufanda és obligatòriament blau per a la Lògia Subordinada i morat per a la Gran Lògia.

### En uniformes

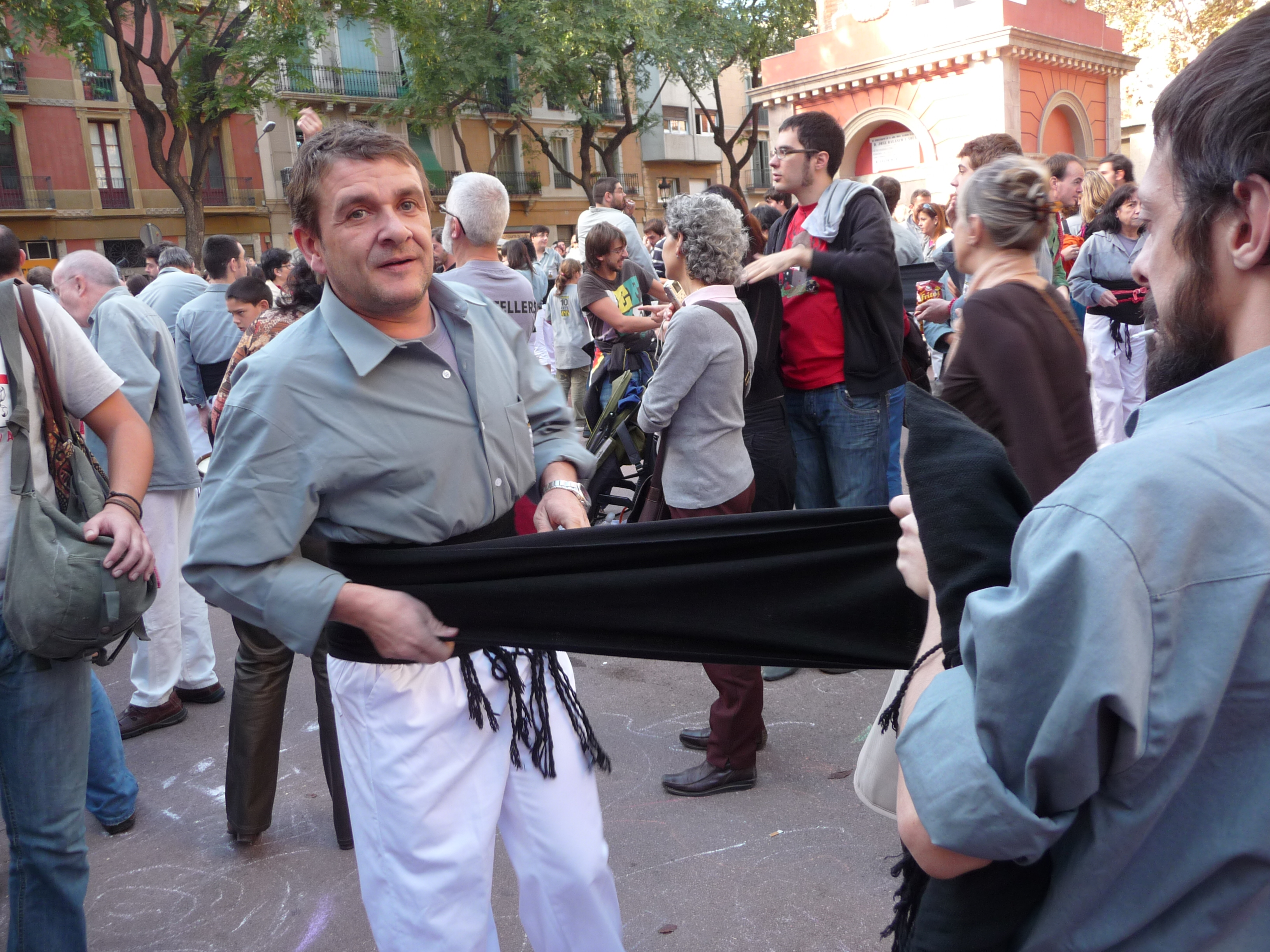
Casteller col·locant-se la faixa

Els pilots dels primers avions portaven bufandes blanques i de seda i mocadors de punt per evitar que el fum gras de l'escapament fos de la boca mentre volaven. Els pilots d'avions de cabina tancada portaven bufandes per evitar danys al coll, especialment els pilots militars, que giraven constantment el cap d'un costat a l'altre, vigilant els avions enemics. Avui dia, les tripulacions de vol militars porten mocadors impresos amb insígnies i emblemes de la unitat per motius d'esperit de cos i patrimoni més que per a finalitats pràctiques.
El codi de vestimenta adoptat pels pilots i la tripulació de cabina ha canviat amb el temps. En els primers anys de vol, els pilots d'avions van copiar els pilots de la Primera Guerra Mundial i van adoptar bufandes i guants de seda com a part del seu vestit. L'uniforme modern de pilot de línia aèria comercial té un aspecte nàutic. L'uniforme de l'assistent de vol també ha sofert canvis substancials; molts uniformes femenins inclouen una bufanda. La tendència moderna és seguir les tradicions nacionals de vestir. En aquest context, les tripulants de cabina d'Emirate Airlines porten una bufanda. Les tripulants de cabina femenines de Thai Airways porten sedes de color rosa i morat amb faixa; la tripulació femenina de Fiji Airways porta bufandes amb estampats. El lema d'Air Canada és; "Porta la teva bufanda en tot moment".
Els estudiants del Regne Unit i d'Irlanda porten tradicionalment bufandes acadèmiques amb combinacions distintives de colors a ratlles que identifiquen la seva universitat o universitat. Aquesta bufanda està feta de llana de Saxònia i sol mesurar 2 metres de llargada, amb forma rectangular amb borles i dues o més ratlles de colors.
Els membres del moviment escolta porten un mocador de coll semblant a una bufanda, que de vegades es coneix com una bufanda, com a part del seu uniforme. El fundador de l'escoltisme, Robert Baden-Powell, el va presentar el 1908. L'explorador podria utilitzar el mocador de coll si es trobava amb algú amb una lesió hemorràgica o necessitava fer una fèrula, una funda o un embenat. En alguns països socialistes, els joves pioners portaven un mocador de coll anomenat bufanda vermella.
La faixa és una peça d'indumentària similar a la bufanda, però en comptes de posar-se al coll es posa a la cintura. És una peça de roba que al segle XIX havien dut pagesos i artesans per escalfar els ronyons als Països Catalans i Occitània. Al segle XXI està present a danses tradicionals. És una peça de roba important en la indumentària dels castellers, ja que els ajuda a poder grimpar sobre les esquenes dels companys.

### En l'esport

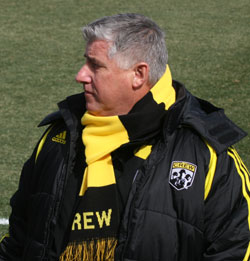
Sigi Schmid amb una bufanda de llana càlida d'estil futbolístic, amb els colors d'un equip que va entrenar, Columbus Crew

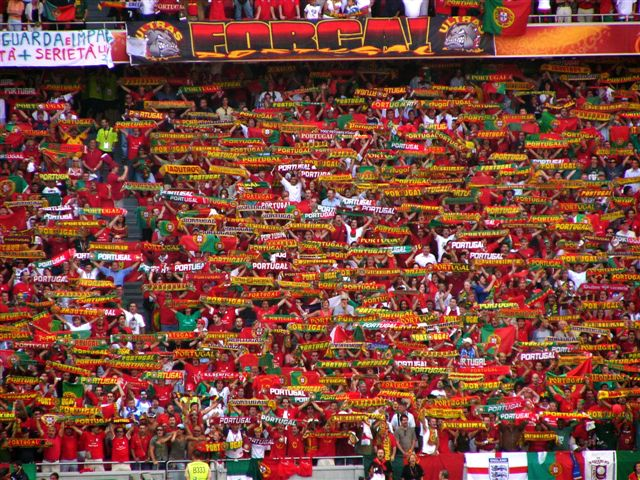
Bufandes de futbol de la selecció de Portugal en una exhibició coordinada de 'Scarf Wall', Eurocopa 2004

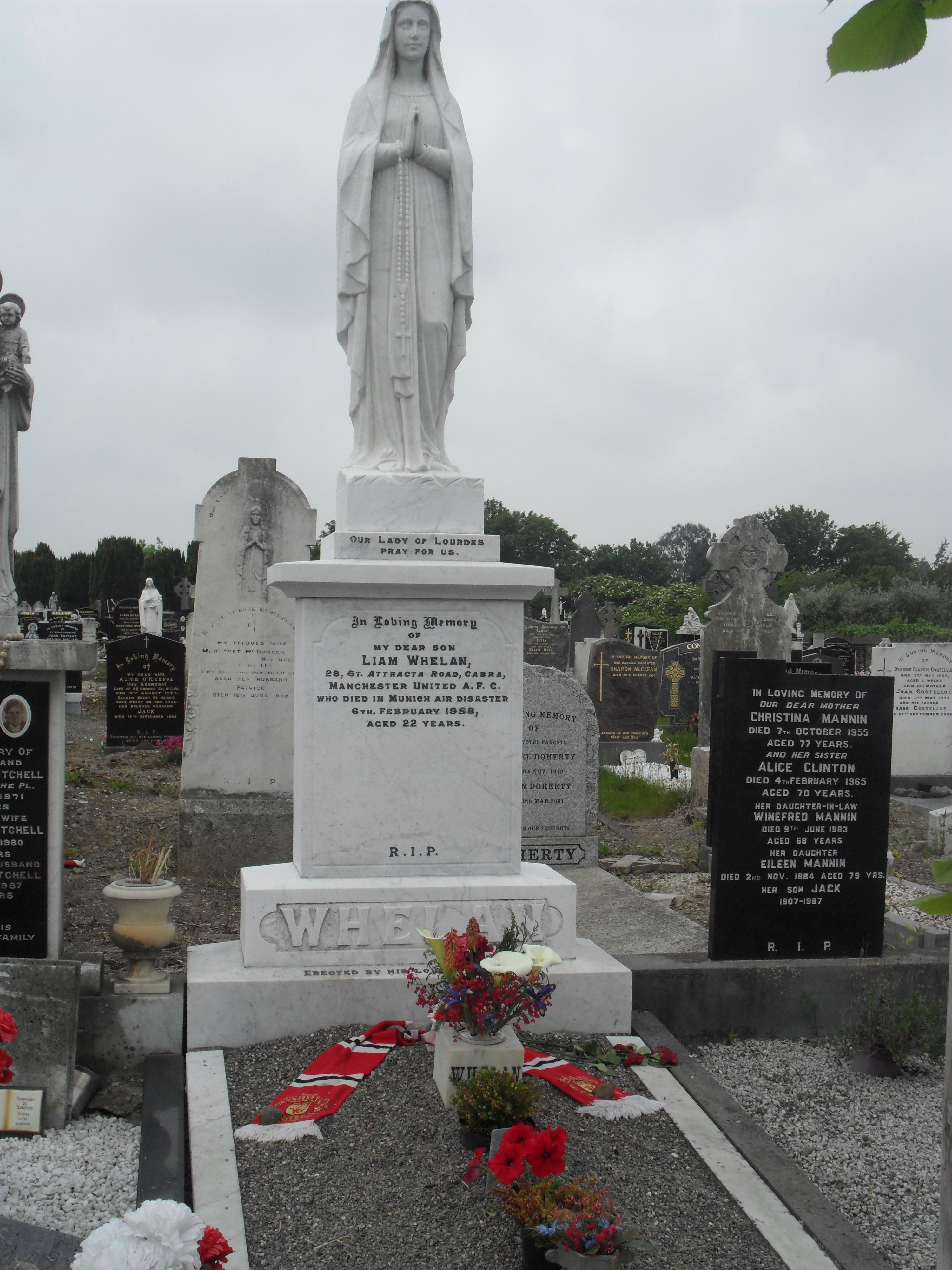
Tomba de Liam Whelan, cementiri de Glasnevin, decorada amb una bufanda del Manchester United. Els mocadors de futbol sovint formen part dels memorials.

En els partits de futbol, els seguidors porten bufandes i samarretes dels colors del club. Les bufandes es porten al Regne Unit almenys des de principis de la dècada de 1930, quan va començar el fenomen de les bufandes a Gran Bretanya. L'ús de mocadors es va fer habitual a la dècada de 1970. Les bufandes d'equip als partits de futbol representen la lleialtat dels aficionats i són una insígnia més que una peça de roba protectora. Solen ser d'entre 1 i 1,5 metres de llarg i de 15 a 25 cm d'ample. Les vendes de bufandes són una part important de l'economia del futbol a tot Europa. A finals de la dècada de 1990, les bufandes de colors han estat la roba tradicional dels seguidors dels aficionats als equips de futbol (futbol) de tot el món, fins i tot els de climes més càlids. Aquestes bufandes tenen una gran varietat de mides i estan fetes amb els colors de l'equip, i els dissenys poden incloure l'escut del club, imatgs de jugadors reconeguts o eslògans relacionats amb la història del club i la seva rivalitat amb altres.
Aquest tipus de bufanda sol anar acompanyada del cant d'un himne del club, com ara "You'll Never Walk Alone" als partits del Liverpool FC, o himnes nacionals com "La Marseillaise" als partits de la selecció de futbol de França. L'antropologia sociocultural del futbol es compara amb un servei religiós a través d'elements similars com alçar la mà, cantar l'himne del club, cridar consignes, saltar, xiular i aplaudir.

## Fabricació
Les peces de teixit com ara les bufandes són un comerç important en alguns països. Les bufandes teixides a mà encara són habituals per a fer regals.
Les bufandes estampades s'ofereixen internacionalment a través de cases de disseny d'alta moda, com Burberry, Missoni, Alexander McQueen, Cole Haan, Chanel, Etro, Lanvin, Louis Vuitton i Prada.
Hermès, que va fer la seva primera bufanda l'any 1937, ha produït més de 2.000 dissenys. El 1937, Hermès va dissenyar una bufanda feta de seda xinesa que van utilitzar la reina Isabel II d'Anglaterra, la primera dama nord-americana Jacqueline Kennedy Onassis i Grace Kelly.
Les formes bàsiques de la bufanda són quadrades, triangulars i rectangulars. El tipus més comú és el mocador quadrat, que es pot plegar per formar un mocador rectangular o triangular. Una faixa sol ser un rectangle llarg i estret. La mida de qualsevol pot variar. L'estil de la peça amb què es porta la bufanda acabada marcarà la diferència, així com la manera de lligar-la.